# مشتری شنبه‌ها
مشتری شنبه‌ها داستانی از ژرژ سیمنون نویسندهٔ بلژیکی است.

## داستان
ماجرای مشتری شنبه‌ها در پاریس روی می‌دهد. کمیسر مگره سخت درگیر پروندهٔ سرقت جواهرات از هتل‌های گران قیمت خیابان شانزه لیزه است. در یک شب سرد زمستانی مردی افسرده و دائم الخمر که لئونار پلانشون نام دارد به منزل کمیسر می‌آید و به او می‌گوید که قصد دارد همسرش و مردی دیگر را به قتل برساند چون آن‌ها می‌خواهند خانه و کارگاهش را تصاحب کنند. مگره که سعی دارد او را از این کار منصرف کند از پلانشون می‌خواهد که هر روز به او تلفن کند. پلانشون دو روز به قولش وفادار می‌ماند اما بعد از آن، از او خبری نمی‌شود. مگره که نگران شده تحقیقات خود را آغاز می‌کند و در می‌یابد که پلانشون ناپدید شده‌است. کارآگاه پس از جستجو در کافه‌های مونماتر با توطئه‌های کثیفی مواجه می‌شود که به فرجامی هولناک می‌انجامد.